# 陳為忠
陳為忠（1917年10月16日—2012年12月1日），教育家。湖北應城人。
生於1917年10月16日，卒於2012年12月1日。武昌湖北省立第一中學畢業之後擔任小學老師等職。1938年考入重慶国立中央大学理化系，1943年後畢業留校繼續研究，任國立中央大學附屬中學教師、主任。1947年擔任台灣省立台中高級工業職業學校校長。1972年擔任私立聯合工業專科學校校長，1993年退休，並任該校最後一屆董事長。該校於1995年改為國立。後來該校於2003年升格為國立聯合大學。

## 外部連結
- 國立聯合大學的陳為忠紀念網站 （页面存档备份，存于）